# Mononykus
Мононікус (Mononykus — «один кіготь») — рід альваресзаврових динозаврів, що жили в пізній крейді на території сучасної Азії в формації Немегт, близько 70 мільйонів років тому.
Мононікус був дуже маленьким тероподом, приблизно 1—1,2 метра завдовжки й вагою 3,5 кілограми. Як і в Shuvuuia, Mononykus, ймовірно, розвинув кудлате оперення. Він був легкої будови з довгими тонкими ногами та дуже зменшеними та спеціалізованими передніми кінцівками, які, ймовірно, використовувалися для пошуку термітників або інших колоній комах.

## Історія відкриття
Мононікус представлений єдиним голотипним зразком під каталожним номером MPC-D 107/6 (раніше IGM 107/6). Він був знайдений у 1987 році в місцезнаходженні Бюгін Цав формації Немегт, пустеля Гобі. Цей екземпляр складається з часткового скелета, без хвоста, і лише невеликих фрагментів кісток черепа, включаючи повну черепну коробку.
Голотип був коротко описаний Perle et al. у 1993 році та більш детально у 1994 році. Рід спочатку названий Mononychus, але цю назву вже було вжито Шуппелем у 1824 році для жука, тож її довелось змінити на сучасну назву.

## Опис

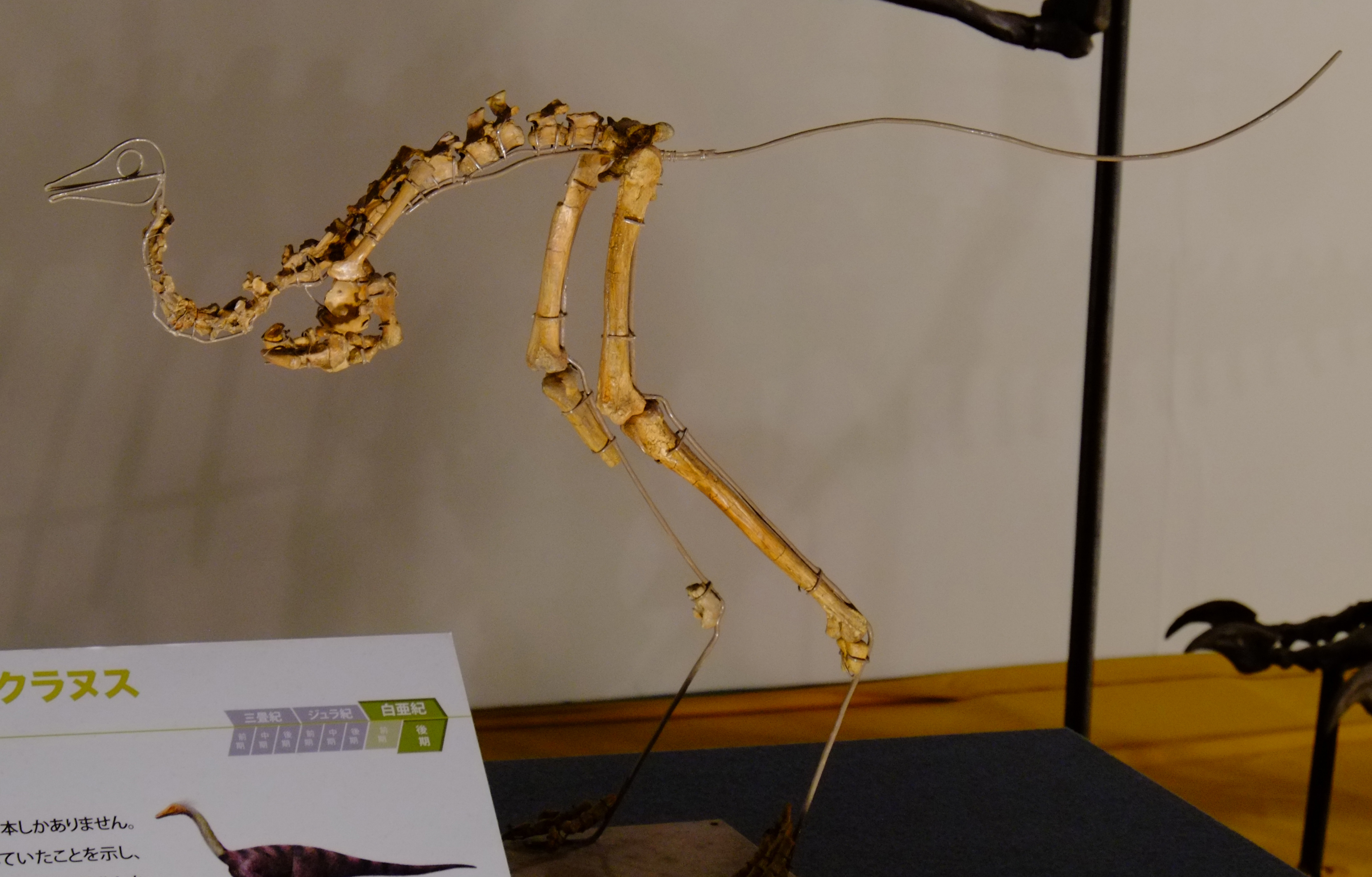
Змонтований голотип на виставці динозаврів Giga Dinosaur Exhibition 2017, Японія

Мононікус був малим динозавром довжиною від 1 до 1,2 метра і вагою 3,5 кілограма. Інші характеристики включають зрощені кістки зап'ястя, схожі на кістки птахів, і кістку з кілем. Він відрізнявся від близьких родичів Shuvuuia і Parvicursor кількома деталями свого скелета, включаючи лобкову кістку, яка має трикутну форму в поперечному перерізі, і інші пропорції в кістках пальців ніг. Mononykus, ймовірно, мав пір'яний покрив, оскільки в скам'янілостях його родича Shuvuuia були виявлені сліди пір'я, що доводить, що Alvarezsauridae належали до ліній тероподів із пір'яним або пуховим покривом.

## Палеобіологія
Mononykus був членом родини Alvarezsauridae і, як і його родичі, мав дуже дивні, короткі передпліччя з одним великим кігтем довжиною приблизно 7,5 см (звідси його назва). Інші два кігті зникли (однак близький родич Shuvuuia, мав два рудиментарних пазурі поряд з одним великим). Призначення цього досі залишається загадкою, але деякі вчені припускають, що їх використовували, щоб розривати термітники (як сучасні мурахоїди), і тому можливо, що вони харчувалися переважно комахами.
У дослідженні 2001 року, проведеному Брюсом Ротшильдом та іншими палеонтологами, 15 кісток стопи, віднесених до Mononykus, були досліджені на ознаки стресового перелому, але жодного не виявлено.

## Галерея

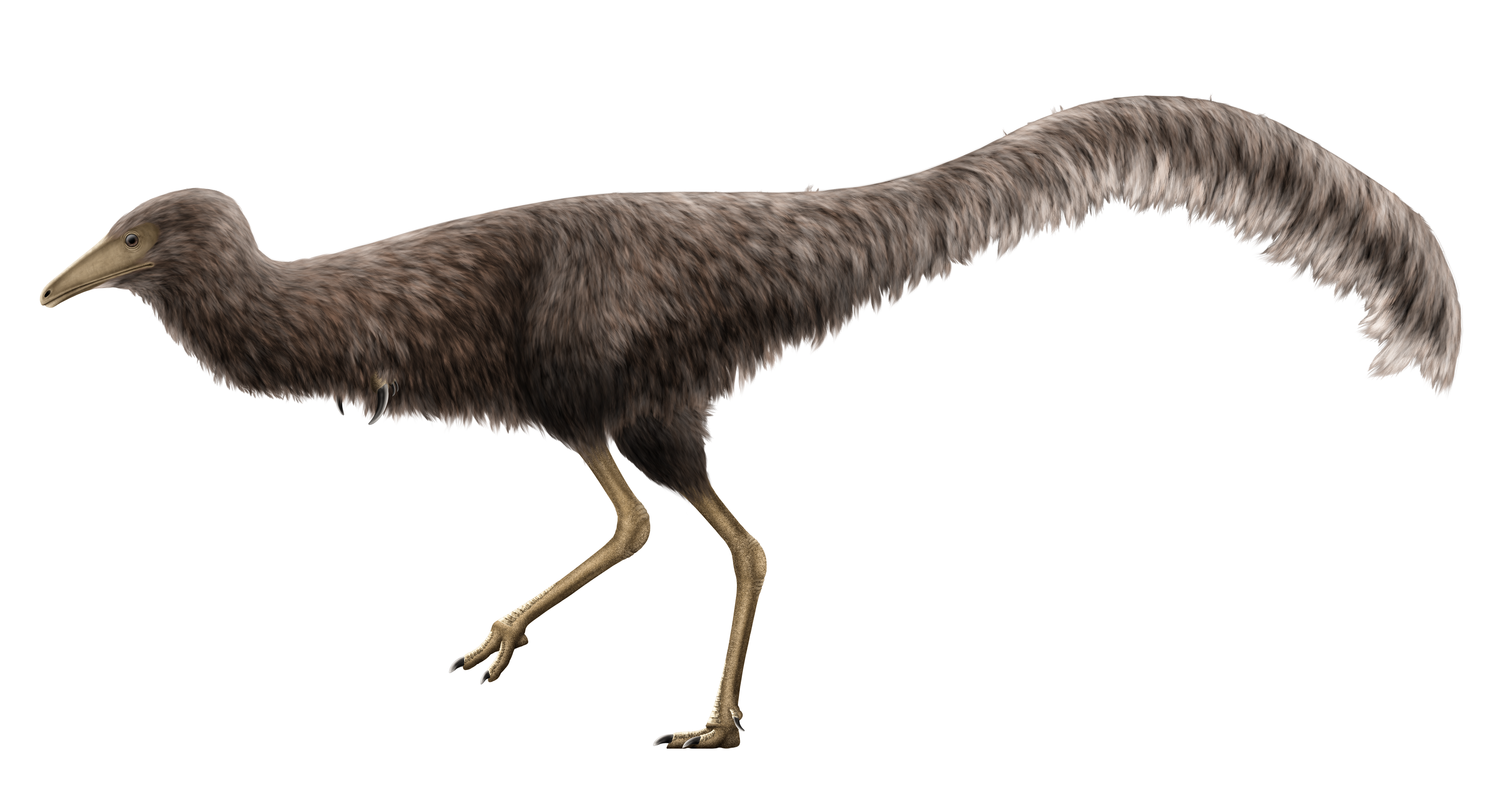
Художня реконструкція
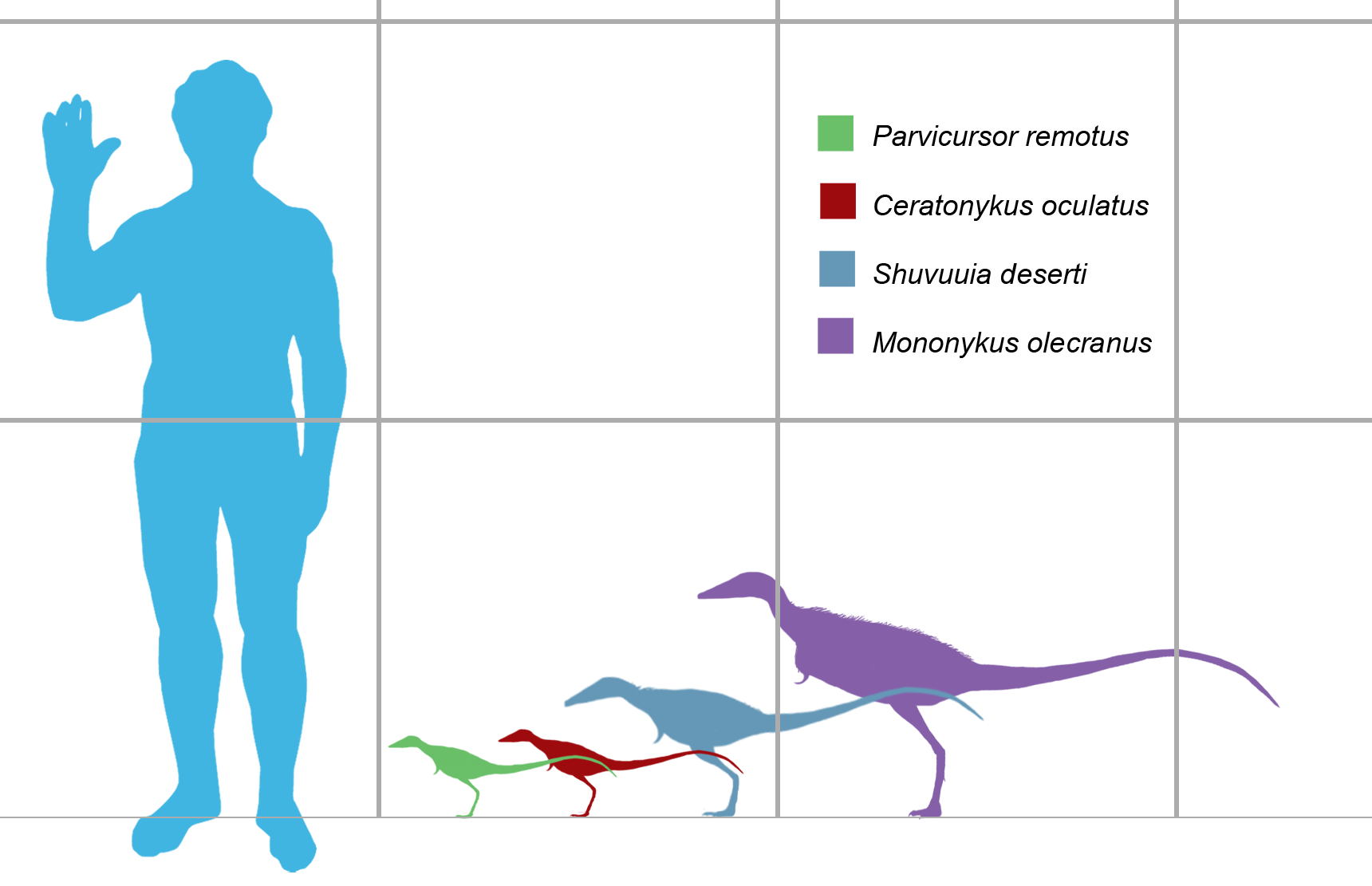
Порівняння розміру Mononykus (фіолетовий силует) з розміром людини